# Рубе (футбольний клуб)
«Рубе» (фр. Racing Club de Roubaix) — французький футбольний клуб з однойменного міста, департаменту Нор, Франція. Клуб заснований в 1895 році. У 1945 році шляхом злиття «Рубе» з іншими двома клубами «Ексельсіор» і «Туркуен» був утворений новий клуб «Рубе-Туркуен». Найвище досягнення клубу – фінал Кубка Франції у 1932 і 1933 роках.

## Історія
Футбольний клуб «Рубе» був заснований в 1895 році. До отримання професійного статусу команда дуже успішно виступала на аматорському рівні, вигравши в цілому 9 титулів чемпіона Франції.

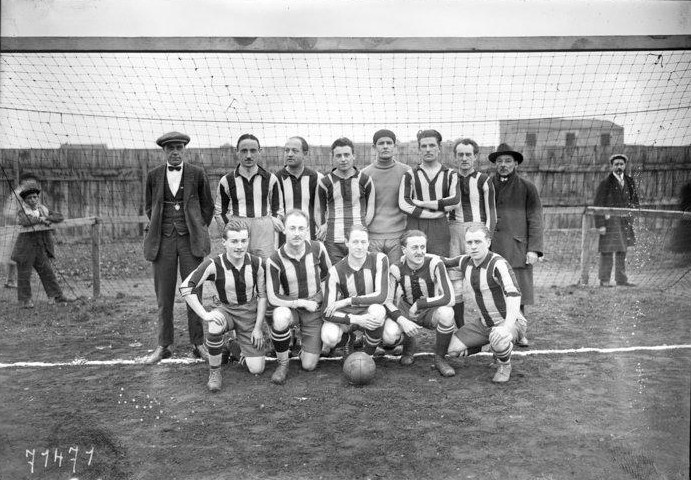
«Рубе» у 1922 році.

У 1932 році «Рубе» дійшов до фіналу Кубка Франції, в якому програв футбольного клубу «Канн» з рахунком 0:1.
У наступному сезоні «Рубе» знову вдалося дійти до фіналу Кубка Франції. В цей раз їм протистояв інший клуб з Рубе — «Ексельсіор», який до цього часу вже мав професійний статус. Зустріч пройшла за повною перевагою «Ексцельсіорп». Забивши 3 м'ячі в першому таймі, вони дозволили тільки раз відзначитися «Рубе» в кінцівці другого тайму, завершивши зустріч з рахунком 3:1 на свою користь.
У 1934 році «Рубе» отримав статус професійного клубу і брав участь в Лізі 2, в якій за підсумками сезону посів 6-е місце. Через 2 року команді вдалося пробитися в Лігу 1, в якій вони грали аж до Другої світової війни. У своєму першому матчі на найвищому рівні команда здобула переконливу перемогу з рахунком 4:1 над командою «Мюлуз».
В 1945 році було прийнято рішення об'єднати всі три міські команди в одну нову. Шляхом злиття «Рубе», «Ексельсіора» і «Туркуена» був утворений новий футбольний клуб — «Рубе-Туркуен», який проіснував до 1970 року.
У 1963 році «Рубе-Туркуен» через фінансові труднощів і вильоту в третій напівпрофесійний дивізіон вирішив відмовитися від професійного статусу. У цей момент «Рубе» вирішив отримати незалежний статус і відокремитися. У 1964 році вони об'єдналися з клубом «Стад Рубе», утворивши новий клуб під назвою «Расинг Стад Рубе». Цей рік можна назвати останнім в історії клубу.

## Досягнення
- Чемпіон Франції USFSA: 1902, 1903, 1904, 1906, 1908
- Регіональна ліга Північ: 1923, 1925, 1926, 1930
- Кубок Франції:
  - Фіналіст: 1932, 1933